# Rosa sambucina
Rosa sambucina är en rosväxtart som beskrevs av Gen-Iti Koidzumi. Rosa sambucina ingår i släktet rosor, och familjen rosväxter. Utöver nominatformen finns också underarten R. s. pubescens.